# Germania Bochum
Germania Bochum (offiziell: Sportverein Germania 06 Bochum e. V.) war ein Sportverein aus Bochum. Die Fußballmannschaft spielte fünf Jahre in der erstklassigen Gauliga Westfalen. 1938 ging die Germania im VfL Bochum auf.

## Geschichte

Lokalderby zwischen Germania Bochum und TuS Bochum 08, 1929

Der Verein wurde im Dezember 1906 als Fußballklub Bochum gegründet und wurde später in Germania Bochum umbenannt. Im Jahre 1924 schloss sich der Verein Vorwärts Bochum der Germania an. Am 14. April 1938 musste die Germania zwangsweise mit dem TuS Bochum 08 und dem TV 1848 Bochum zum VfL Bochum fusionieren.
Der FC Bochum war zunächst ein „wilder Verein“, der nicht am organisierten Spielbetrieb teilnahm. Erst nachdem im Jahre 1910 der Textilunternehmer Otto Wüst, Vater des späteren VfL-Präsidenten Ottokar Wüst, den Vereinsvorsitz übernahm, trat der Club dem Westdeutschen Spiel-Verband bei. Die proletarische Germania stand sportlich zunächst im Schatten der bürgerlichen Vereine wie dem TuS 08 oder dem MBV Linden 05. Erst 1926 gelang mit dem Aufstieg in die 1. Ruhrbezirksliga der Sprung in die höchste Spielklasse. Der Klassenerhalt wurde durch einen Kraftakt erreicht. Zunächst wurde mit einem 3:2-Entscheidungsspielsieg gegen die Vereinigten Preußen Bochum der direkte Abstieg vermieden. Es folgte ein 4:1-Sieg im Relegationsspiel gegen den Vorletzten der Parallelgruppe SV Langendreer 04. 
1929 wurden die Germania Vizemeister der Gruppe 2 hinter dem FC Schalke 04. Zwei Jahre später wurden die Bochumer Vizemeister des Ruhrbezirks. Zunächst sicherte sich die Mannschaft durch einen 2:1-Sieg im Entscheidungsspiel gegen Westfalia Herne den Staffelsieg, unterlag dann aber im Endspiel um die Ruhrbezirksmeisterschaft Union Gelsenkirchen mit 0:4. Im Viertelfinale der Runde der Zweiten scheiterte die Germania mit 2:4 an Borussia Rheine. Im Jahre 1932 hatte die Germania erneut die Chance auf den Gewinn der Ruhrbezirksmeisterschaft, wurde jedoch in der Endrunde hinter dem FC Schalke 04 und Schwarz-Weiß Essen Dritter. Ein Jahr später qualifizierte sich die Mannschaft für die neu geschaffene Gauliga Westfalen. 
In der Gauliga stand die Germania zunächst im Schatten des SV Höntrop aus der damals noch eigenständigen Stadt Wattenscheid. Größter Erfolg war die Vizemeisterschaft hinter dem FC Schalke 04 in der Saison 1935/36. Ein Jahr später nahm der Verein zum ersten und einzigen Mal am Tschammerpokal, dem Vorläufer des DFB-Pokals teil. Nach einem 6:5-Sieg über den VfR Köln 04 rrh. kam das Aus in der zweiten Runde nach einer 0:3-Niederlage beim Berliner SV 92. 1938 kam es zur Zwangsfusion. Das nationalsozialistische Regime wollte einen Bochumer Großverein bilden und sorgte für die Entschuldung der drei beteiligten Vereine. Dabei waren die Vereinsmitglieder strikt gegen das Zusammengehen. Noch Jahre später sollen die Mitglieder der drei Stammvereine bei Versammlungen strikt an getrennten Tischen gesessen haben.